# سیارک ۸۵۷۱
سیارک ۸۵۷۱ (به انگلیسی: 8571 Taniguchi، نام‌گذاری: 1996UX) هشت هزار و پانصد و هفتاد و یکمین سیارک کشف شده‌است که در ۲۰ اکتبر ۱۹۹۶ کشف شد.